# Scott Travis

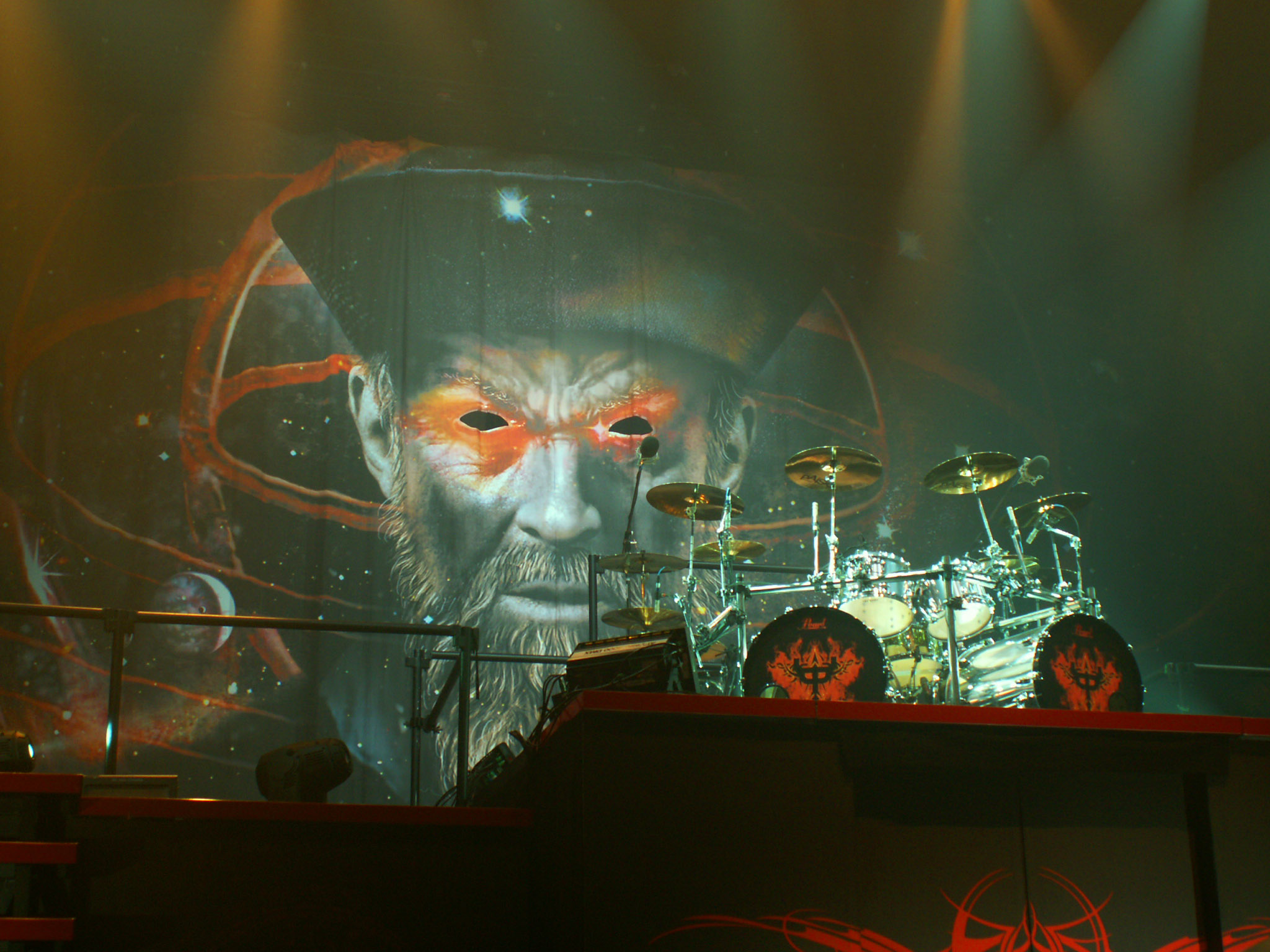
Scott Travis, kit batterie au Luxembourg 2008, à la fin du concert.

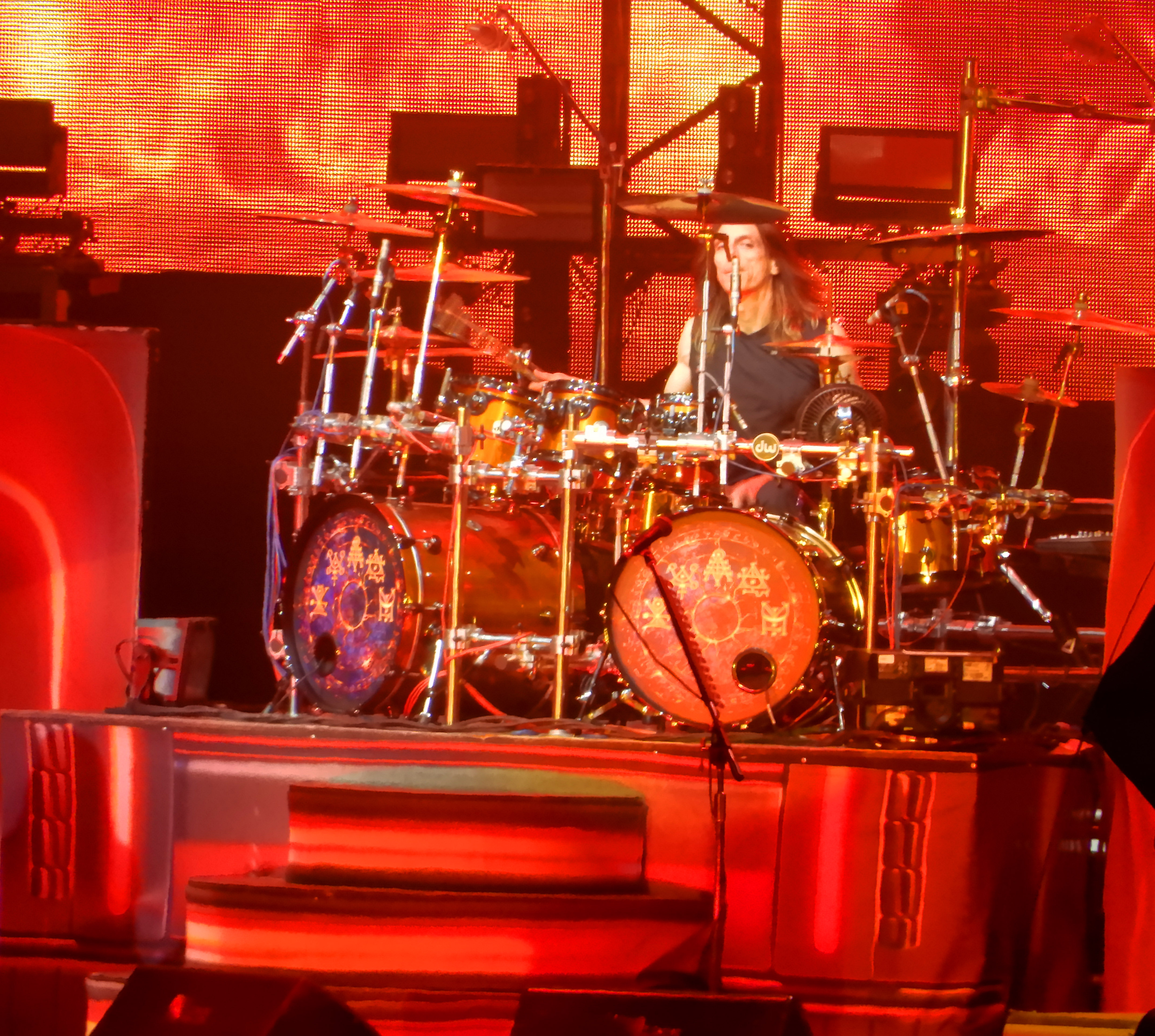
Scott Travis au Hellfest en 2018.

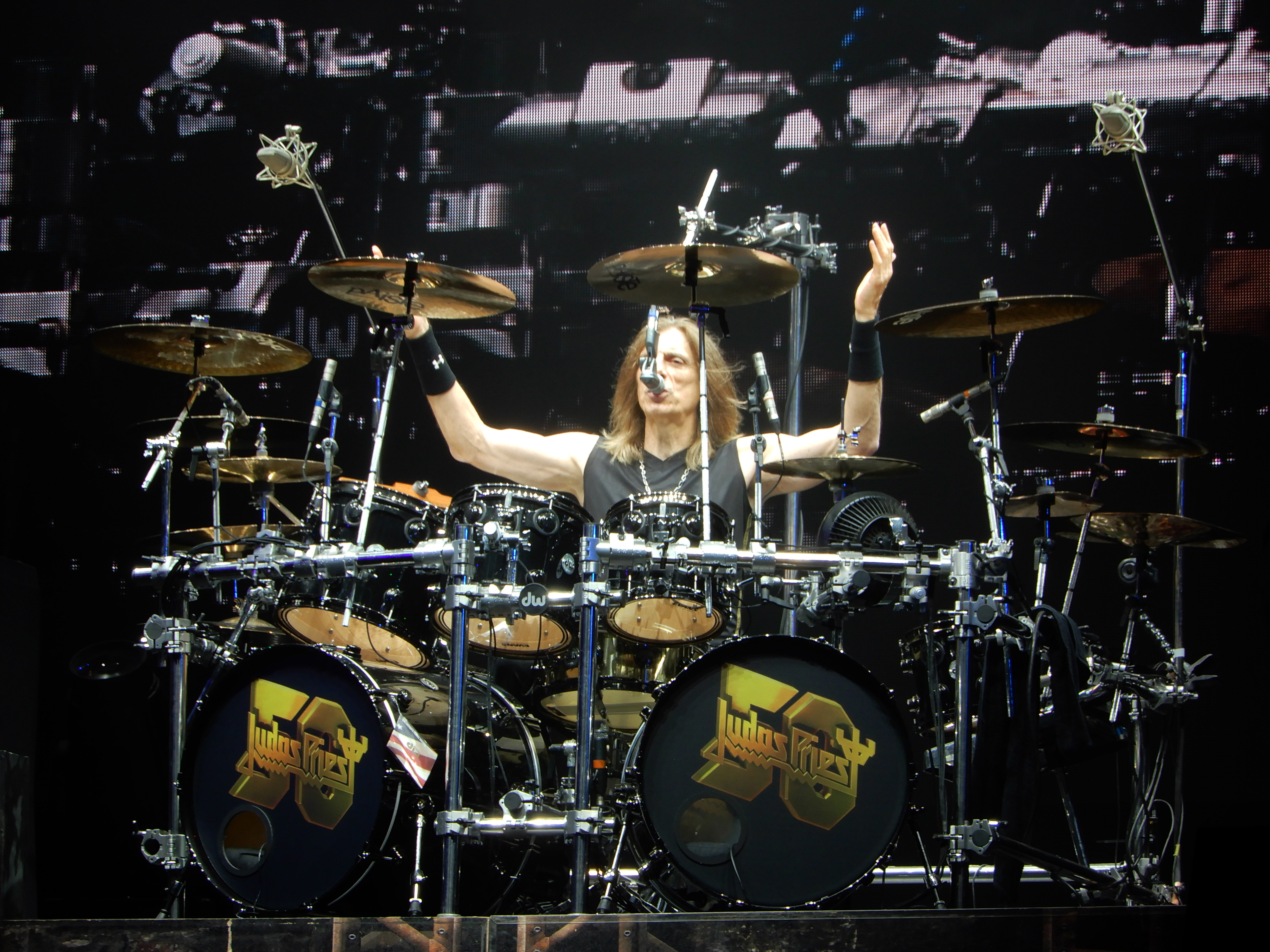
Scott Travis au Hellfest 2022

Scott Travis (né le 6 septembre 1961 à Norfolk, (Virginie)) est le batteur américain du groupe de heavy metal britannique Judas Priest et de Racer X.
Il rejoint le groupe en  1990 pour enregistrer  Painkiller, le plus gros succès commercial du groupe. Il n'a jamais quitté son poste jusqu'à aujourd'hui. 
Adepte de la double pédale, il a développé cette technique moderne au sein de Judas Priest, qui a poussé le groupe vers une sonorité plus puissante se rapprochant du Speed Metal, alors peu présente à l'époque, ce qui a contribué à populariser ce style au sein de la musique métal. 
Il a aussi enregistré les deux premiers albums de Fight, le groupe fondé par Rob Halford après son départ de Judas Priest.
Après le désistement de Mikkey Dee parti rejoindre Scorpions, Thin Lizzy fait appel à lui et à Tom Hamilton, le bassiste d'Aerosmith, en avril 2016 pour assurer ses concerts durant l'été.